# Самосил гірський
Самосил гірський (Teucrium montanum) (у тому числі самосил паннонський як Teucrium pannonicum A.Kerner і самосил яйлинський як Teucrium jailae Juz.) — вид рослин з родини глухокропивові (Lamiaceae), поширений у Європі крім півночі та сходу, в Алжирі й Туреччині.

## Опис
Багаторічна рослина 10–40 см заввишки. Листки зверху розсіяно-волосисті, б. ч. рівномірно розподілені по стеблу. Чашечка під час цвітіння запушена досить короткими прилеглими волосками, іноді майже гола, з поодинокими волосками. Напівчагарник. Стебла дерев'яні біля основи, лежачі, біло-пухнасті, розгалужені. Горішки від зворотнояйцеподібних до еліптичних, 1.6–2 x 0.9–1.1 мм. 2n=26, 30, 60.

## Поширення
Поширений у Європі крім півночі та сходу, в Алжирі й Туреччині.
Населяє трав'янисті області або чагарники в сухих відкритих місцевостях, низькогірські чагарники, росте на вапняних кам'янистих або кам'янистих субстратах; цвіте він з травня до кінця літа.
В Україні вид зростає на вапнякових і кам'янистих відслоненнях — у Тернопільській та Рівненській областях.

## Використання
Цей вид вживається як лікарський засіб. Він широко використовується як сечогінний, шлунковий, знеболюючий і спазмолітичний засіб. Відомо, що ефірна олія та метанол, що витягуються з повітряних частин, мають антибактеріальну, протизапальну, антиоксидативну та протигрибкову активність. Він продається на ринку в Сербії і його, як відомо, не культивують. Це одна з найбільш часто використовуваних рослин у південній Боснії та Герцеговині.

## Загрози та охорона
Його збирають з дикої природи як лікарську рослину. Інтенсивний випас, який збільшує ерозію та спричинює зміни у видовому складі, а також лісові насадження є загрозою для середовища проживання гірських петрофітних степів у Болгарії.
Вид під загрозою вимирання в Нідерландах і регіонально вимер у Люксембурзі. Цей вид є юридично захищеним у Хорватії, охороняється регіональним законодавством у Франції. Зростає на природоохоронних територіях. 